# Старое Ильмово (Дрожжановский район)
Старое Ильмово (тат. Иске Әлмәле, чув. Кивĕ Йĕлмел) — село на территории Дрожжановского района Республики Татарстан. Входит в состав Стародрожжановского сельского поселения.

## География
Старое Ильмово расположено в 2,5 км к югу от административного центра сельского поселения и района — села Старое Дрожжаное.

## Название
Название села Ильмово происходит от названия дерева ильм, которого в этих местах раньше было в избытке. В дореволюционных источниках упоминается как Старый Ильмовый Куст.

## История
В XV веке Булгарские чуваши начали переселяться в эту местность и поселились недалеко от ильмового леса. Рядом был родник. В то время деревне, в которую они поселились, дали название Ильмово. Из-за постоянных набегов грабителей из леса, из–за частых краж домашних животных, домашней утвари жители села решили переместиться на территорию, на которой находится на сегодняшний день село Старое Ильмово.
В 1680-90 годах некоторые семьи деревни Ильмово переселились на новое место и назвали свою деревню Новое Ильмово. С тех пор Ильмово стали называть Старое Ильмово.
В 1684 и 1686 годах часть жителей села были отправлены на охрану Сызранской черты, где основали сёла: Кочкарлей, Эзекеево и Сайман.
В 1730-х годах, при строительстве Ново-Закамской оборонительной линии, часть жителей села были отправлены на её охрану, где основали новое село на территории нынешнего Черемшанского района -- Старое Ильмово.
С 1720-х гг. жители входили в категорию государственных крестьян, в 1835-1860-х гг. находились в подчинении Удельного ведомства. Занимались земледелием, разведением скота. В начале XX в. здесь имелись школа Министерства народного просвещения, 9 торгово-промышленных заведений. В этот период земельный надел сельской общины составлял 945 десятин.
До 1920 г. село входило в Убеевскую волость Буинского уезда Симбирской губернии. С 1920 г. в составе Буинского кантона Татарской АССР. С 10.08.1930 г. в Дрожжановском, с 01.02.1963 г. в Буинском, с 30.12.1966 г. в Дрожжановском районах.
В 1961 году Старое Ильмово, Чувашское Дрожжаное, Хайбулдино, Кушкувай, Новое Дрожжаное и Старое Дрожжаное объединили в один колхоз «Россия».

## Население
| 2002 |
| ---- |
| 442  |